# Nyctemera maculosa
Nyctemera maculosa là một loài bướm đêm thuộc phân họ Arctiinae, họ Erebidae.